# Louis Guillouard
Pour les articles homonymes, voir Guillouard.
Louis Vincent Guillouard, né le 2 juin 1845 à Briouze (Orne) et mort le 26 janvier 1925 à Caen, est un avocat et professeur de droit français.

## Biographie
Louis Guillouard fait ses études à la faculté de droit de Caen où il est élève de Charles Demolombe. Il est reçu le 25 décembre 1866 avocat à Caen. Le 11 mai 1870, il est reçu premier au concours d'agrégé de la faculté de droit de Paris. Bien que sa qualité de professeur l'exemple des obligations militaires, il s'engage lors de la guerre de 1870. Il fait campagne dans la 2e armée de la Loire où il est d'abord lieutenant puis capitaine.
À la mort de Charles Demolombe, il obtient la chaire de droit civil de la faculté de droit de Caen. Il devient bâtonnier de l'ordre des avocats du barreau de Caen.

## Distinctions
- Officier de l'Instruction publique
- Médaille commémorative de la guerre 1870-1871
- Chevalier de l'ordre de Léopold
- Officier de l'ordre du Dragon d'Annam
- Commandeur de l'ordre d'Isabelle la Catholique
- Commandeur de l'ordre de Saint-Grégoire-le-Grand
- Officier de la Légion d'honneur, en 1897

## Œuvres
Il a continué une partie de l'œuvre de Charles Demolombe
- Les Origines de la clameur de haro, F. Le Blanc-Hardel, Caen, 1872
- Étude sur la condition des lépreux au moyen âge notamment d’après la coutume de Normandie, Paris, E. Thorin, 1875
- La Condition des lépreux au Moyen-Age, notamment d’après la coutume de Normandie, 1875
- Recherches sur les colliberts, 1878
- Traité du contrat de louage, (2 volumes), A. Durand et Pedone-Lauriel, Paris, 1885
- Le Contrat de mariage, édité par A. Durand et Pedone-Lauriel, (4 volumes), 1885-1888, in-8o
- Traités de la vente et de l'échange, (2 volumes), 1889-1890
- Traité du contrat de société, 1891
- Traité du contrat-relationnel, 1892.
- Traités du prêt, du dépôt et du séquestre 1892
- Traités des contrats aléatoires et du Mandat, 1893
- Traités du cautionnement et de la transaction, 1894
- Traités du nantissement et du droit de rétention, 1895, in-8o
- Traité des privilèges et hypothèques, (4 volumes), 1896-1899
- Traité de la prescription, (2 volumes), 1900-1901

## Hommages, postérité
- Un buste le représentant, réalisé par Charles Lemarquier, est placé dans l'ancien palais de justice de Caen. Le Monument à Louis Guillouard est inauguré en présence de Raymond Poincaré le 28 octobre 1928[2]. Il est situé dans le grand porche, sur le palier de retour. Il est posé sur un socle en fuseau, devant un fond de feuillages[3].
- L'ancienne place du Parc, devant l'abbaye aux Hommes (ancien lycée Malherbe, actuel hôtel de ville), porte son nom depuis le 22 décembre 1925[4].

## Sources
- Ressources relatives à la recherche :   - La France savante
  - Siprojuris
- Ressource relative à la vie publique :   - base Léonore
- Notices d'autorité :   - VIAF
  - ISNI
  - BnF (données)
  - IdRef
  - LCCN
  - GND
  - Italie
  - Pays-Bas
  - NUKAT
- Odile Halbert, « Guillouard » [PDF]
- Dictionnaire biographique du Calvados et de la Manche